# Військова серія ЛуАЗ

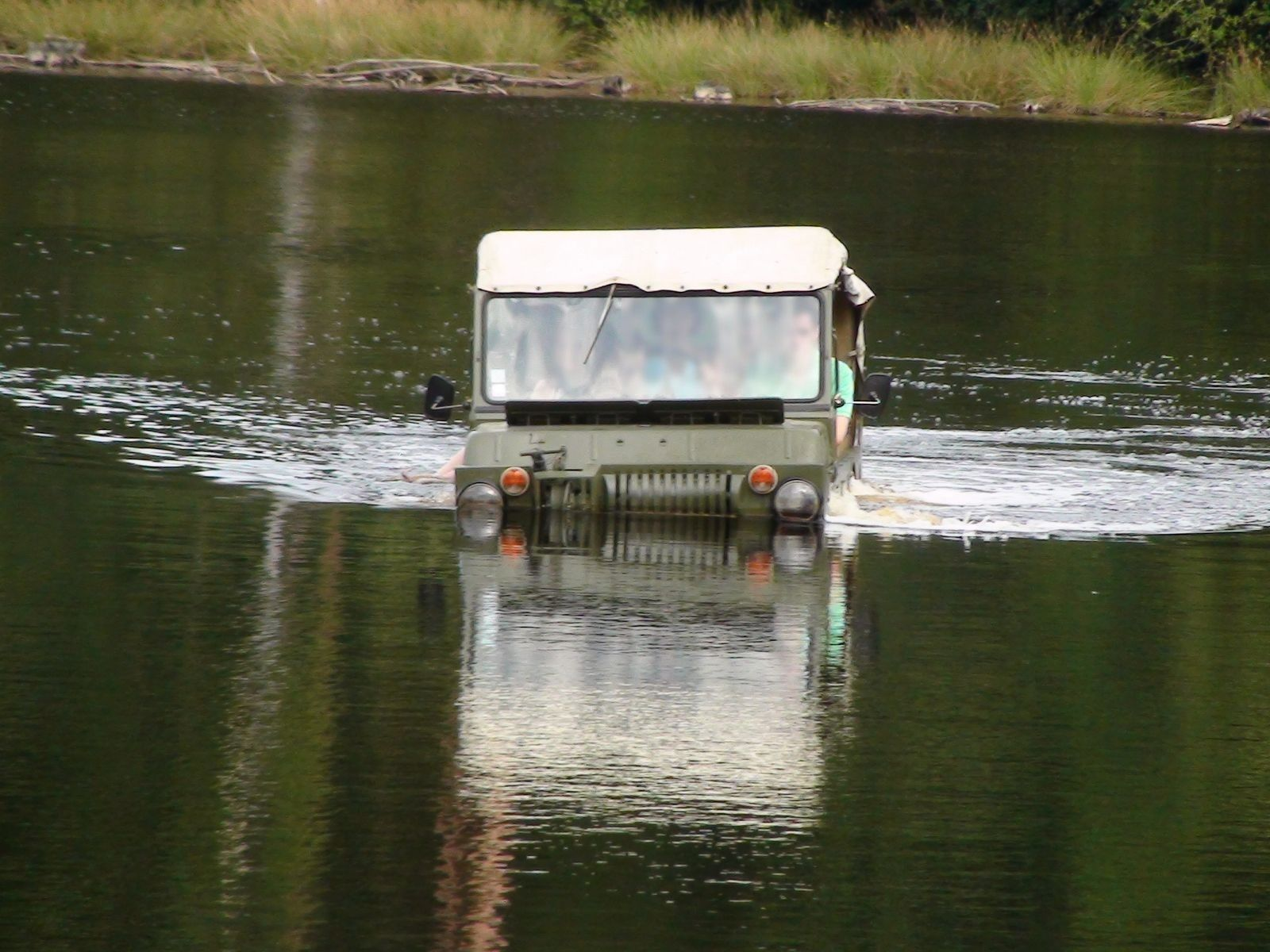
ЛуАЗ-967 пливе по воді

Військова серія «ЛуАЗ» — серія автомобілів Луцького автомобільного заводу, що виготовлялись та проектувались з 1961 по 2000 роки. Серія включає в себе такі моделі:
- ЛуАЗ-967 (1961—1987)
- ЛуАЗ-970 (1980-ті)
- ЛуАЗ-РСЗВ (1990-ті)

Серійно випускалась лише одна модель — ЛуАЗ-967, інші ж дві залишилися прототипами.